# Ni Shiqun
Ni Shiqun (倪诗群S; Shanghai, 26 febbraio 1997) è una scacchista cinese, Grande Maestro femminile.

## Carriera
Nel 2012 ha partecipato al Campionato asiatico femminile, concludendo a 5 su 9.
Nel luglio 2015 ha terminato al 2º-3º posto a pari merito il Torneo zonale 3.5 della FIDE, qualificandosi così per il Mondiale femminile 2017.
Nell'ottobre dello stesso anno ha vinto la sezione femminile del primo Campionato asiatico universitario, svoltosi a Pechino, con 8 1/2 su 9.
Nel 2016 ha vinto il Mondiale universitario femminile, battendo Ghazal Hakimifard e Anna Warakomska agli spareggi.
Nel 2017 ha partecipiato al Campionato del mondo femminile 2017 nel quale, battendo Lilit Mkrtchian, Valentina Gunina e Natalia Pogonina, è giunta ai quarti di finale ove è stata sconfitta da Alexandra Kosteniuk.
Nel settembre 2018 ha vinto per la seconda volta il Campionato del mondo universitario femminile imbattuta con il punteggio di 7.5 su 9.
Nel novembre 2018 ha preso parte al Campionato del mondo femminile. Dopo aver superato nel primo turno l'ucraina Natalja Žukova per 3½ - 2½ dopo gli spareggi rapid è stata eliminata al secondo turno dalla russa Alexandra Kosteniuk per 1 - 3, similmente dopo gli spareggi rapid.
A novembre 2018 ha un punteggio Elo di 2436, che la rende l'ottava scacchista cinese e la numero 37 al mondo.